# داود (برنيني)
داود هو تمثال رخام بالحجم الكامل للنحات الإيطالي جان لورينزو برنيني،التمثال معروض حالياً داخل معرض بورغيزي.